# Jérôme de Prague

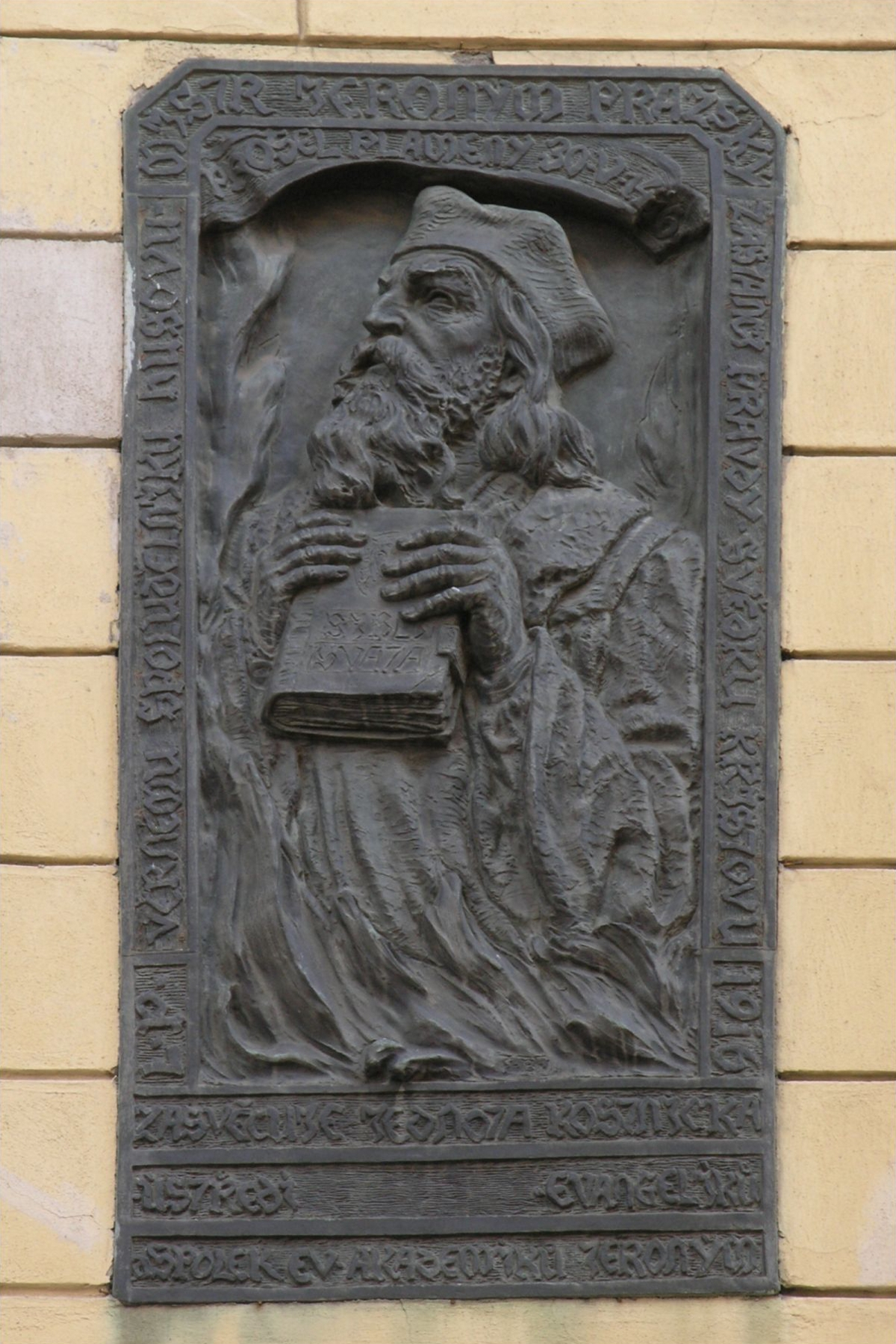
Jérôme de Prague.

Jérôme de Prague (Jeroným Pražský en tchèque, 1379 – 30 mai 1416), théologien tchèque, est un des principaux soutiens et des plus proches amis de Jean Hus. Brûlé vif, moins d'un an après lui, lors du concile de Constance, il compte au nombre des martyrs de la liberté de penser[réf. nécessaire].

## Biographie

### Jeunesse et formation
Il naît en 1379 dans une riche famille de Prague. Après l'obtention de son diplôme à l'université de Prague en 1398, il entreprend de voyager. En 1402, à Oxford, il recopie le Dialogus et le Trialogus de John Wyclif. Il devient un ardent défenseur du réalisme, pensée opposée au nominalisme. En 1403, il se rend à Jérusalem. En 1405, il entreprend son magistère à l'université de Paris mais le chancelier Jean de Gerson l'expulse. En 1406, il poursuit ses études à Cologne puis à Heidelberg.

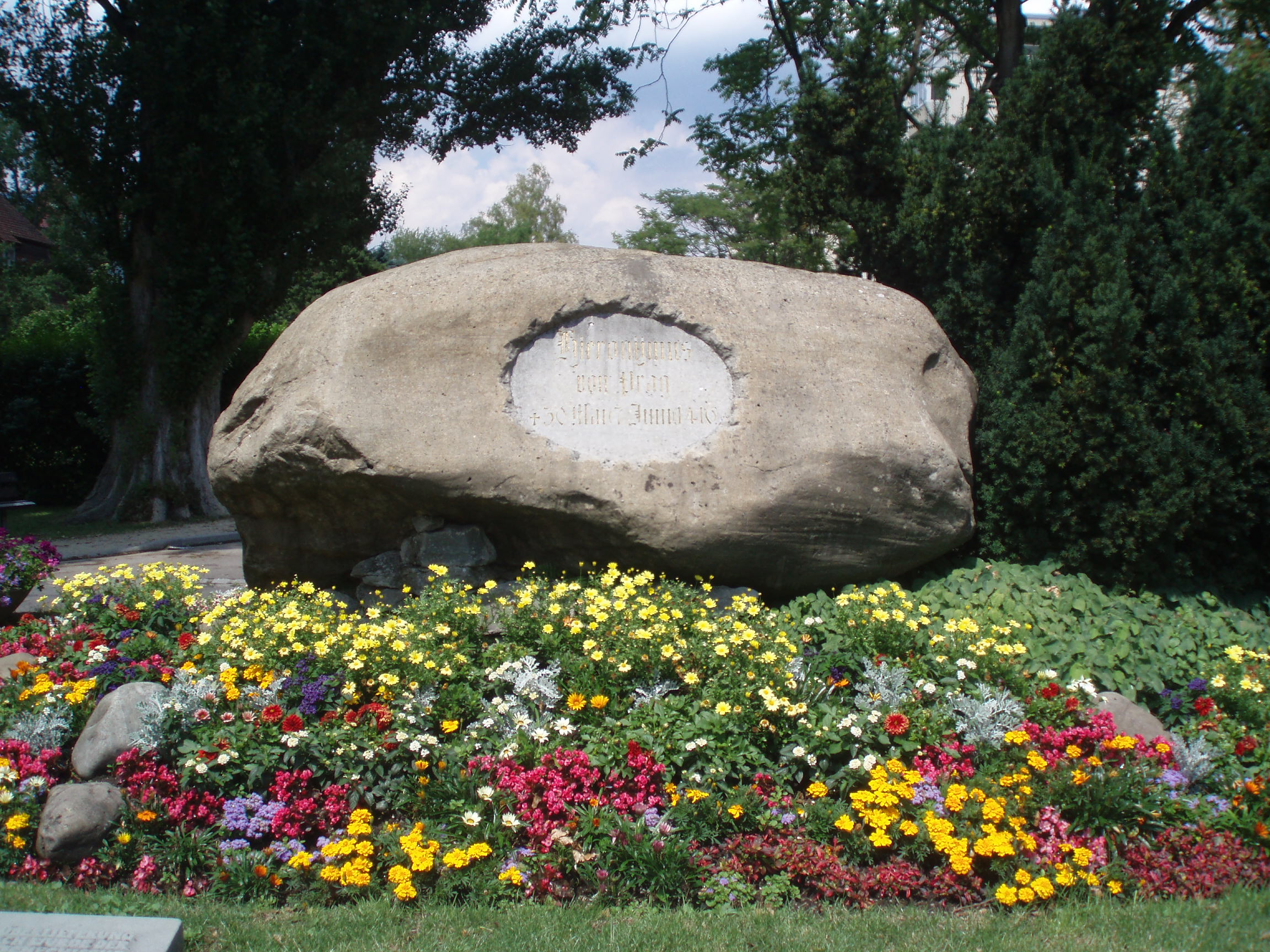
Hussenstein, monument commémoratif élevé à l'endroit du bûcher de Jérôme de Prague, à Constance. Jean Hus fut brûlé vif au même lieu 10 mois auparavant.

### Rencontre de Jean Hus
Il revient étudier à Prague en 1407 mais doit partir la même année pour Oxford, qu'il quitte aussi. En 1408 et 1409, il réside de nouveau à Prague. En 1410, il prononce un discours — pourtant prudent — en faveur des thèses philosophiques de Wyclif. En mars 1410, une bulle papale est publiée contre les idées de Wyclif. Accusé de les défendre, Jérôme est emprisonné à Vienne, d'où il s'échappe pour la Moravie. L'évêque de Cracovie l'excommunie.
De retour à Prague, il défend publiquement Jean Hus. En 1413, il réside aux cours royale de Pologne et grand-ducale de Lituanie, où son éloquence et son savoir impressionnent. À Cracovie, il est publiquement interrogé sur son adhésion aux quarante-cinq articles que les ennemis de Wyclif ont extraits de son œuvre et tiennent pour hérétiques. Jérôme déclare qu'il les « rejette globalement ».

### Concile de Constance, procès et supplice

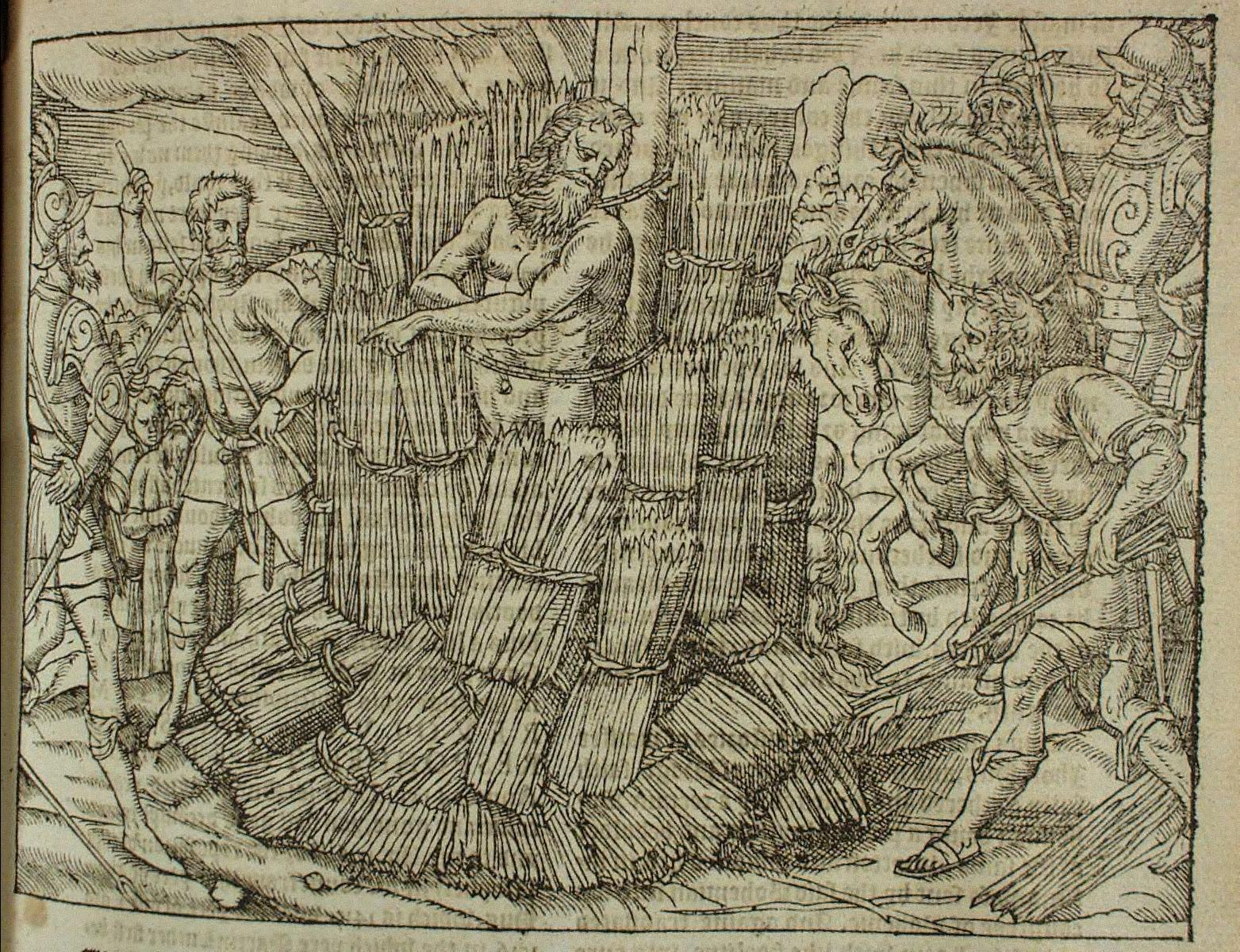
Jérôme de Prague sur son bûcher. Il demande au bourreau d'allumer le feu par l'avant. Book of Martyrs de John Foxe, 1563.

Le 11 octobre 1414, Jean Hus part pour le concile de Constance. Jérôme lui promet son aide. Il tient parole et le rejoint le 4 avril 1415. Contrairement à son ami, il ne bénéficie d'aucun sauf-conduit impérial. Ses proches lui enjoignent donc de retourner en Bohême. Mais sur le chemin du retour, il est arrêté à Hirschau, emprisonné à Sulzbach puis ramené à Constance où, en son absence et à son insu, une citation à comparaître a été émise contre lui. Le 23 mai 1415, il doit répondre d'une tentative d'évasion. Le 6 juillet 1415, Jean Hus est brûlé vif.
Vu son adhésion aux thèses de Wyclif et son admiration pour Jean Hus, sa condamnation semble inévitable. Son emprisonnement est si rigoureux qu'il tombe malade et ne peut assister aux sessions du concile. Les 11 et 23 septembre 1415, il abjure publiquement Wyclif et Hus. Il écrit en tchèque, au roi de Bohême et à l'université de Prague, que « de son plein gré », il en est venu à la conclusion que Jean Hus est un hérétique et que sa mort sur le bûcher était juste. Mais cette docilité n'entraîne pas sa libération. Son procès se déroule du 23 au 26 mai 1416. Le deuxième jour, il renie son abjuration. Désormais relaps, il est condamné le jeudi 30 mai 1416 et aussitôt brûlé vif comme hérétique. Au bourreau qui s'apprête à allumer le bûcher par l'arrière, il demande de mettre le feu à l'avant, en précisant que s'il avait eu peur il ne serait pas là. Puis il entonne un cantique à voix forte.
Certaines recherches lui attribuent la paternité de l'expression « O sancta simplicitas ! » (« Sainte innocence ! » ou, en tchèque, « Svatá prostoto ! »), traditionnellement attribuée à Jan Hus et qui commente l'apport au bûcher, par une vieille paysanne, d'un fagot de bois sec.